# Тохолампи
Тохолампи (фин. Toholampi) — община в провинции Центральная Остроботния, Финляндия. Общая площадь территории — 616,88 км², из которых 8,45 км² — вода.

## Демография
На 31 января 2011 года в общине Тохолампи проживало 3467 человек: 1741 мужчина и 1726 женщин.
Финский язык является родным для 99,51% жителей, шведский — для 0,03%. Прочие языки являются родными для 0,46% жителей общины.
Возрастной состав населения:
- до 14 лет — 19,61%
- от 15 до 64 лет — 60,63%
- от 65 лет — 20,13%

Изменение численности населения по годам:
| Год  | Численность |
| ---- | ----------- |
| 1980 | 3967        |
| 1990 | 4087        |
| 2000 | 3797        |
| 2010 | 3480        |
| 2011 | 3467        |

## Известные уроженцы
- Гебхард, Альберт (1869—1937) — финский живописец и скульптор.
- Юльхя, Пекка (род. 1955) — финский скульптор.